# ワールド・シリーズ・オブ・ファイティングセントラルアメリカ
World Series of Fighting Central America（ワールド・シリーズ・オブ・ファイティングセントラルアメリカ、略称WSOFセントラルアメリカ）は、ニカラグアの首都マナグアを拠点とする総合格闘技の大会である。

## 概要
K-1で活躍したレイ・セフォーを代表とした団体
2013年
ニカラグアのローカルMMA団体OMEGA MMAとパートナーシップを締結しWSOFセントラルアメリカとして活動して行く事になり、地元の英雄でボクシングの元WBAスーパー・WBC世界ウェルター級統一王者、元WBC世界スーパーウェルター級王者、2階級制覇王者リカルド・マヨルガのMMAデビューイベントとして2013年7月23日にニカラグアナショナルフットボールスタジアムにて第一回大会を行った。

## ルール
試合は10角形（デカゴン）ケージを使用して行なわれる。ユニファイドルール。

## 階級・王座一覧
ヘビー級からバンタム級までの7階級制であり、重量区分はネバダ州アスレチック・コミッションの階級制に準拠している。
| 階級           | 重量区分          | 現王者 | 日時 | 防衛回数 |
| -------------- | ----------------- | ------ | ---- | -------- |
| ヘビー級       | -265lbs: -120.2kg |        |      |          |
| ライトヘビー級 | -205lbs: -93.0kg  |        |      |          |
| ミドル級       | -185lbs: -83.9kg  |        |      |          |
| ウェルター級   | -170lbs: -77.1kg  |        |      |          |
| ライト級       | -155lbs: -70.3kg  |        |      |          |
| フェザー級     | -145lbs: -65.7kg  |        |      |          |
| バンタム級     | -135lbs: -61.2kg  |        |      |          |

## 開催履歴
| 回 | 大会名                            | 開催年月日     | 会場                             | 開催地             |
| -- | --------------------------------- | -------------- | -------------------------------- | ------------------ |
| 2  | WSOFセントラルアメリカLa Revancha | 2013年12月14日 | ナショナルフットボールスタジアム | マナグアニカラグア |
| 1  | WSOFセントラルアメリカ            | 2013年7月23日  | ナショナルフットボールスタジアム | マナグアニカラグア |